# Bezirksklasse Halle-Merseburg 1935/36
De Bezirksklasse Halle-Merseburg 1935/36 was het derde voetbalkampioenschap van de Bezirksklasse Halle-Merseburg, het tweede niveau onder de Gauliga Mitte en een van de drie reeksen die de tweede klasse vormden. SV Merseburg 99 werd kampioen en nam deel aan de promotie-eindronde en kon deze ook afdwingen.
Aangezien vorig jaar twee teams uit de Gauliga degradeerden en kampioen VfL Halle niet kon promoveren speelden er dit jaar 14 teams in de Bezirksklasse, waardoor voor de seizoensstart al beslist werd dat er drie teams zouden degraderen.

## Eindstand
| Plaats | Club                       | Wed. | Saldo | Ptn.  |
| ------ | -------------------------- | ---- | ----- | ----- |
| 1.     | SV Merseburg 99            | 26   | 80:30 | 42:10 |
| 2.     | VfL Halle 1896             | 26   | 75:31 | 39:13 |
| 3.     | VfL 1911 Bitterfeld        | 26   | 71:41 | 36:16 |
| 4.     | Sportfreunde Naundorf      | 26   | 70:55 | 31:21 |
| 5.     | SpVg Zeitz 1910            | 26   | 58:52 | 28:24 |
| 6.     | TuRV 1861 Weißenfels       | 26   | 58:65 | 27:25 |
| 7.     | SV 1898 Halle              | 26   | 58:48 | 26:26 |
| 8.     | Naumburger SV 05           | 25   | 62:61 | 25:25 |
| 9.     | Ammendorfer FC 1910        | 25   | 52:56 | 22:28 |
| 10.    | FC Preußen 01 Merseburg    | 26   | 54:67 | 22:30 |
| 11.    | FV Schwarz-Gelb Weißenfels | 26   | 45:71 | 22:30 |
| 12.    | SV Wacker 05 Nordhausen    | 26   | 39:61 | 19:33 |
| 13.    | Wacker 04 Mückenberg       | 26   | 54:88 | 16:36 |
| 14.    | SpVg 1919 Neumark          | 26   | 35:95 | 7:45  |

|  | Kampioen, deelname promotie-eindronde |
|  | Degradatie naar 1. Kreisklasse        |

## Promotie-eindronde
De vijf kampioenen van de 1. Kreisklasse namen het tegen elkaar op, de top twee promoveerde.
| Plaats | Club                   | Wed. | Saldo | Ptn. |
| ------ | ---------------------- | ---- | ----- | ---- |
| 1.     | VfL 1912 Merseburg     | 7    | 28:7  | 14:0 |
| 2.     | VfB 1919 Zscherndorf   | 6    | 18:16 | 6:6  |
| 3.     | VfB Hohenleipisch 1912 | 8    | 18:30 | 7:9  |
| 4.     | SV 1910 Teuchern       | 6    | 19:21 | 4:8  |
| 5.     | TV Salza               | 7    | 12:21 | 3:11 |

|  | Promotie naar Bezirksklasse Halle-Merseburg 1936/37 |